# Brissago-Valtravaglia
Brissago-Valtravaglia ist eine italienische Gemeinde (comune) in der Provinz Varese in der Region Lombardei.

## Geographie
Die Gemeinde liegt etwa 16 Kilometer nordnordwestlich von Varese und gehört zur Comunità montana Valli del Verbano. Die bedeckt eine Fläche von 6,32 km². Zu Brissago-Valtravaglia gehören die Fraktionen Monte San Michele, Motto Inferiore, Motto Superiore, Novello und Roggiano. Die Nachbargemeinden sind Brezzo di Bedero, Duno, Germignaga, Luino, Mesenzana, Montegrino Valtravaglia und Porto Valtravaglia.

## Geschichte
Brissago gehörte zum Lehnsgut Val Travaglia, das ab 1438 an die Rusca belehnt wurde, dann zum Lehnsgut Luino, das in den Besitz der Lonati und später der Marliani überging. Die Ländereien des Lehens, mit Ausnahme von Luino, wurden 1694 an die Familie Moriggia abgetreten, die sie bis 1783 besaß. Im Jahr 1751 wurde die Gemeinde nach den Antworten auf 45 Fragen des zweiten Volkszählungsrates dem Markgrafen Cosmo Cesare Moriggia als Lehen übertragen, der jährlich 54 Lire und 12 Soldi erhielt. Der damalige Feudalrichter, Carlo Francesco Luvini, residierte in Porto und erhielt ein Jahresgehalt von 4 Lire und 12 Soldi. Der Konsul leistete keinen Eid auf der Strafbank des Feudalrichters.
Brissago gehörte weder zu einer anderen Gemeinde, noch war es einer größeren Gemeinde angeschlossen. Die Gemeinde verfügte über einen besonderen Rat, in dem zwei Bürgermeister, ein Konsul und ein Kanzler vertreten waren. Die Räte wurden unter Beteiligung der oben genannten Bürgermeister, Konsuln, Kanzler, der obersten Schätzer und anderer interessierter Parteien gebildet. Die Treffen fanden auf dem öffentlichen Platz statt.

## Bevölkerung
| Bevölkerungsentwicklung | Bevölkerungsentwicklung | Bevölkerungsentwicklung | Bevölkerungsentwicklung | Bevölkerungsentwicklung | Bevölkerungsentwicklung | Bevölkerungsentwicklung | Bevölkerungsentwicklung | Bevölkerungsentwicklung | Bevölkerungsentwicklung | Bevölkerungsentwicklung | Bevölkerungsentwicklung | Bevölkerungsentwicklung |
| ----------------------- | ----------------------- | ----------------------- | ----------------------- | ----------------------- | ----------------------- | ----------------------- | ----------------------- | ----------------------- | ----------------------- | ----------------------- | ----------------------- | ----------------------- |
| Jahr                    | 1805                    | 1853                    | 1871                    | 1901                    | 1921                    | 1951                    | 1971                    | 1981                    | 1991                    | 2001                    | 2011                    | 2021                    |
| Einwohner               | 281                     | *401                    | 843                     | 994                     | 1026                    | 629                     | 539                     | 728                     | 828                     | 1051                    | 1250                    | 1215                    |

- 1809 Fusion mit Mesenzana

## Verkehr
Durch die Gemeinde führt die Staatsstraße 394 von Varese zur Schweizer Grenze.

## Sehenswürdigkeiten
- In der Kirche San Giorgio aus dem 16. Jahrhundert kann man ein antikes Fresko aus dem Jahr 1522 sehen, das die Kreuzigung von Guglielmo Jotti da Montegrino Valtravaglia darstellt, einem Künstler, der in der Gegend des oberen Varesotto arbeitete.[2]